# Wurmkompostierung
Wurmkompostierung bezeichnet die gezielte Kompostierung mit Kompostwürmern, während eine Wurmfarm eher die Vermehrung der Würmer zur Nutzung als Ziel hat. Der fertige Kompost, der Wurmkot oder Extrakte daraus, der Wurmtee, werden als Biodünger verkauft, die Würmer als Köder für das Angeln sowie als Fischfutter.

## Kompostieranlagen
Es existieren sehr große professionelle Wurmkompostanlagen, die gezielt eine schnellere Kompostierung anstreben. Diese werden beispielsweise in Kanada, Italien, Japan, den Philippinen und in den USA betrieben. Zu den Aktivitäten der Regenwürmer liegen umfangreiche wissenschaftliche Untersuchungen vor.

## Kompostieranlagen für den Hausgebrauch
Kleine Wurmkompostierer dienen vor allem der Verwertung organischer Küchenreste, die im Haushalt anfallen. Vorteil dieser Behältnisse ist der geringe Platz- und Pflegebedarf. Außerdem können sie gegebenenfalls auch auf Balkonen oder in Vorräumen betrieben werden. Die Kompostierung damit geht bei richtiger Pflege nahezu geruchlos vor sich, ein Umsetzen des Kompostguts ist nicht erforderlich.
Mittelgroße Wurmkompostierer werden in der Regel im Freien angelegt; es handelt sich dabei um spezielle Mieten, die eine Fläche von etwa 10 m² aufweisen können.

### Merkmale
Die Lebensgemeinschaft in einem Wurmkomposter entspricht etwa der eines Komposthaufens. Dazu gehören Bakterien, Pilze sowie weitere Destruenten des Edaphons, wie etwa verschiedene Einzeller, Springschwänze, einige Bodenmilbenarten, kleine weiße Ringelwürmer aus der Familie der Enchyträen und Kompostwürmer – zum Beispiel die Arten Eisenia foetida, Eisenia andrei und Dendrobena veneta (auch als Eisenia hortensis bekannt). Diese Lebensgemeinschaft produziert den Wurmhumus (Wurmmull), ein natürliches Produkt mit hochkonzentrierten Bestandteilen an pflanzenverfügbaren Nährstoffen.
In einem Wurmkomposter ist die Individuenzahl dieser Bodentiere pro Kubikmeter um ein Vielfaches höher als im Garten, da darin das ganze Jahr hindurch optimale Lebensbedingungen vorherrschen. Dazu bedarf es folgender Voraussetzungen:
1. Der Wurmkomposterinhalt muss ständig feucht gehalten werden, da sämtliche Kompostbewohner auf ausreichende Feuchtigkeit angewiesen sind und sich – im Falle der Mikroorganismen – nur in einem Wasserfilm fortbewegen können.
2. Eine optimale Arbeitstemperatur; diese liegt um 20 °C, was in etwa der Raumtemperatur in Wohnungen entspricht. Bei dieser Kaltrotte sind die Kompostbewohner am aktivsten. Temperaturen unter 0 °C oder über 30 °C sind auf Dauer tödlich für die Organismen.
3. Der pH-Wert sollte keinesfalls unter den Wert von 6,5 sinken. Andernfalls wird das Milieu zu sauer, was schädlich für die Würmer sein kann. Deshalb wird saures Obst (beispielsweise Reste von Orangen, Zitronen und Rhabarber) nicht verfüttert.
4. Pestizid-, fungizid- und herbizid-haltige Pflanzen(abfälle) oder Abfälle mit biozid wirkenden Chemikalien sollen nicht verfüttert werden.

### Pflege und Nutzung
Die Pflege eines Wurmkompostierers ist recht einfach und kaum zeitaufwendig. Die frischen organischen Küchenreste wie beispielsweise Obst, Gemüse, Kaffeesatz und organische Kleintierstreu werden, bevor sie in den Komposter gelegt werden, zerkleinert und angefeuchtet. Aus hygienischen Gründen sollte es vermieden werden, gekochte Speisereste, Fleisch, Fisch und gebrauchte Katzenstreu oder Haustierkot auf diese Weise zu kompostieren.
Hilfreich ist eine feucht-nasse Hanf- oder Filzmatte, die den gesamten Kisteninhalt abdeckt; sie hält Fruchtfliegen fern und verhindert ein oberflächliches Abtrocknen des frischen Futters sowie Schimmelpilzbildung. Ergänzend zu dieser Maßnahme kann die Oberfläche des zu kompostierenden Materials auch mit einer dünnen Schicht Erde bedeckt werden, die zusätzlichen Schutz bietet. In einem Wurmkomposter kann auch angefeuchtetes Papier oder Pappe verfüttert werden, diese Materialien müssen jedoch frei von Schwermetallen (bei Farbdrucken) sein.
Da die Küchenreste überwiegend aus gut verrottenden stickstoff- und wasserhaltigen Pflanzenresten bestehen, ist deren Kompostierung mit einer starken Volumenreduzierung verbunden. Im Durchschnitt bleiben von 10 Litern Küchenabfällen etwa 1,5 bis 2 Liter Wurmhumus übrig.
Da die Wurmkompostierung völlig aerob abläuft, entstehen keine störenden Fäulnisgerüche.

## Arten der Wurmkompostierer

### Ebenenkomposter

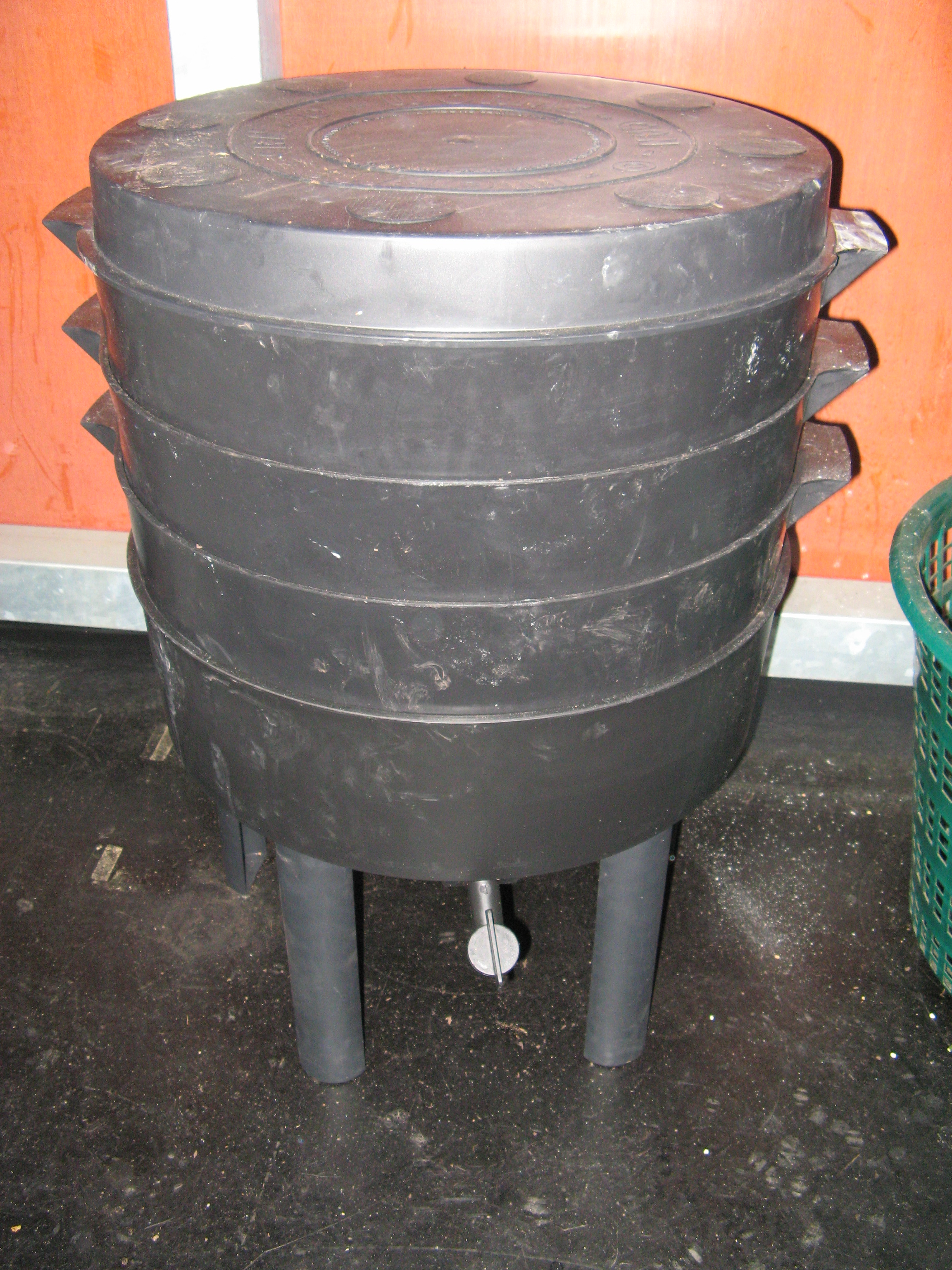
Ebenenkomposter

Im Handel sind häufig Ebenenkomposter anzutreffen. Diese bestehen meist aus einem Auffangbehälter für die Sickerflüssigkeit, die während des Kompostiervorgangs anfällt, und mehreren abnehmbaren Ebenen (oft drei). Die Ebenen der Gefäße passen ineinander und werden allmählich mit kompostierbaren Substanzen gefüllt. Der Boden der einzelnen Schichten hat Löcher, so dass die Würmer von einer Ebene zur anderen wechseln können, um von einer  unteren Ebene zum frischen Futter nach oben zu kommen oder um einer Rotteüberhitzung oben zu entkommen, in den ausgerotteten Teil nach unten. Kompostwürmer verbringen die meiste Zeit in den oberen 5 bis 10 cm; so kann die unterste Ebene der Komposter mit dem fertigen Wurmhumus entnommen werden, wenn die oberste Ebene voll ist.
Durch die identischen Ebenen kann eine fortlaufende Entnahme des Wurmhumus einerseits und Beigabe von kompostierbaren Abfällen anderseits gewährleistet werden. Die oberste Ebene dient jeweils zum Füllen mit kompostierbaren Abfällen. Sobald diese voll ist, wird die unterste Ebene, die zwischenzeitlich voll Wurmhumus ist, herausgenommen, geleert und auf die gefüllte Ebene gestellt; sie kann so wieder mit kompostierbaren Abfällen befüllt werden. Da die Würmer jeweils zu den frischen Abfällen wandern, sobald sie die Abfälle in einer Ebene völlig zersetzt haben, ist die unterste Ebene bei Entnahme fast wurmfrei. Aus dem Auffangbehälter kann zusätzlich die Flüssigkeit abgelassen und als Flüssigdünger gebraucht werden. Ein Ebenenkomposter hat damit also viele der Vorteile kontinuierlicher Prozesse.

### Wurmkiste

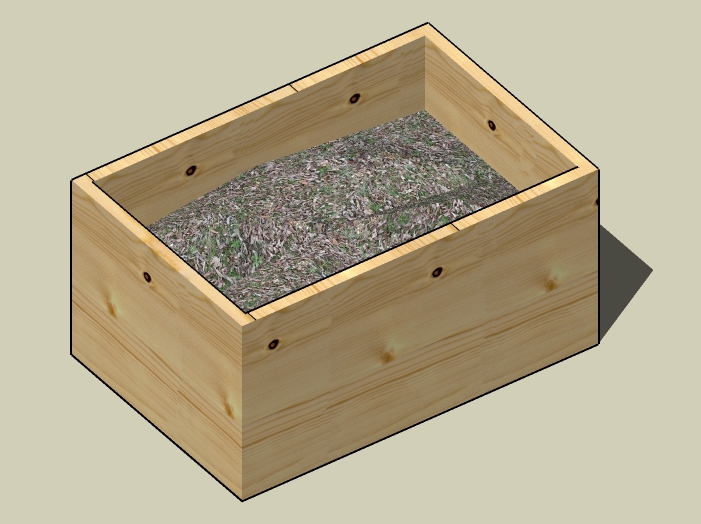
Modell einer Wurmkiste

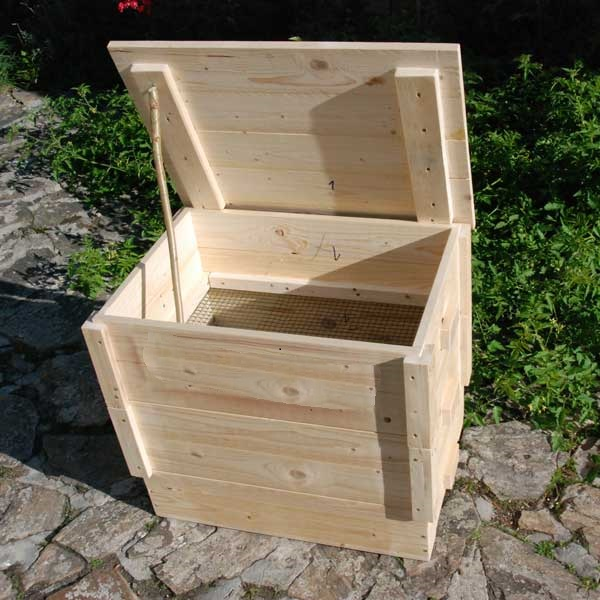
Wurmkiste für kontinuierliche Fütterung

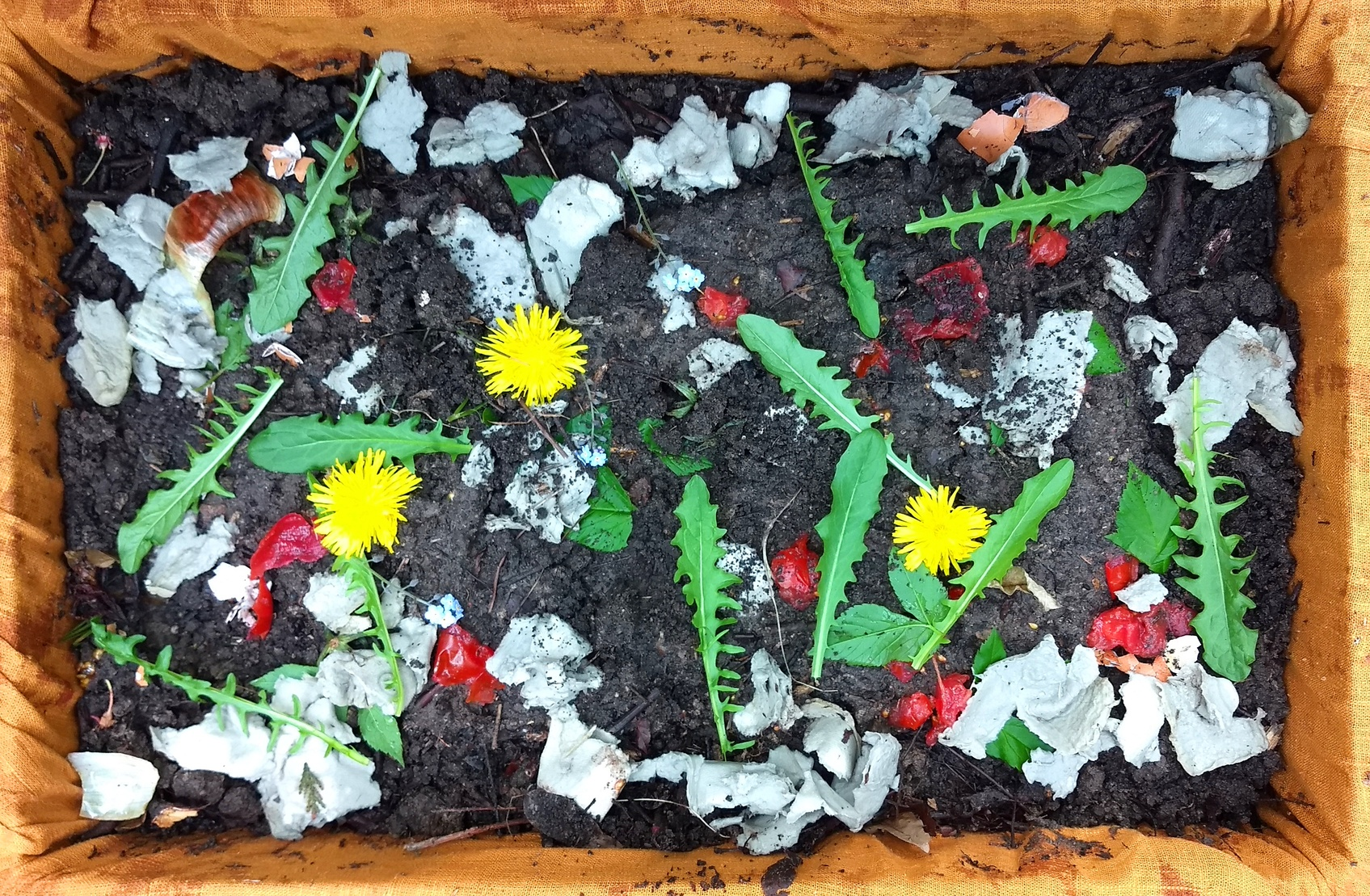
„WurmBude“ von oben mit erstem „Belag“

Die Wurmkiste ist üblicherweise eine rundum geschlossenen Kiste aus unbehandeltem, atmungsaktivem Holz, da so die Sauerstoffversorgung des Kisteninhalts sichergestellt ist.
Wurmkisten eignen sich außer zur Erzeugung von Kompost auch zur Verwendung in der Umweltpädagogik. Ausgestattet mit einem Sichtfenster, eröffnet die Wurmkiste die Möglichkeit, die sonst verborgenen Vorgänge der Kompostierung und der Humusbildung direkt zu beobachten. Auch lässt sich so den kleinen Bodenlebewesen bei ihrer Arbeit zuschauen, was insbesondere für Kinder ein Erlebnis darstellt.
Zur Gewinnung des Wurmhumus ist es nicht unbedingt nötig, die Wurmkiste anhand eines Lochblechs in zwei Kammern zu trennen. Eine bewährte Methode ist folgende:
- Am Anfang wird noch die gesamte Kistenfläche benutzt
- ist die Kiste nach einiger Zeit knapp zur Hälfte gefüllt, wird der Inhalt auf eine Seite gehäuft
- Auf der frei gewordenen Seite werden von nun an nur noch die frischen Küchenreste eingetragen; die Kompostwürmer und ihre Helfer holen sich ihr Futter in der neuen Hälfte
- ist auch diese Hälfte angewachsen, lässt man die Hälfte mit reifem Wurmhumus austrocknen mit dem Ergebnis, dass nach einiger Zeit die meisten Lebewesen die Seite gewechselt haben.
- Nun lässt sich der reife Wurmhumus „ernten“, ohne ihn zu sieben und die Kompostwürmer daraus zu entfernen.

Die Wurmkiste arbeitet also mehr nach dem Prinzip diskontinuierlicher Prozess in einzelnen Chargen, allerdings ist der Bau einfacher (als Do-It-Yourself-Projekt) und entsprechende Fertigsets oft preiswerter zu erwerben als beim Etagenkomposter.
Die Kiste muss trocken stehen und auch eine Abdeckung gegen Licht aufweisen, da UV-Strahlung schädlich für Regenwürmer ist.

## Flachkompostierung mit Kompostwürmern
Um große Mengen an organischem Material (zum Beispiel Pferdemist) zu Wurmhumus zu verwerten, eignet sich die aerobische Flachkompostierung mit Kompostwürmern. Dabei wird das Kompostgut großflächig und dünn aufgetragen, so dass die Kompostwürmer das Material verarbeiten können, bevor eine thermophile Reaktion entsteht. So entstehen keine Gerüche. Bei der Flachkompostierung handelt es sich zumeist um Freiflächenanlagen. Diese Art von Wurmkompostierung wird häufig im Zusammenhang mit Permakulturen betrieben. Die Anlagen sind etwa 60 cm tief und mit Holz und Draht gegen Fraßfeinde (zum Beispiel Wühlmäuse, Maulwürfe oder Vögel) abgedichtet. Eine vor Frost schützende Tiefe des Komposts ist wichtig, damit die Mistwürmer im Winter nicht erfrieren. Die Wände von Anlagen zur Flachkompostierung bestehen in der Regel aus Holz- oder Betonplatten. Zumeist findet in solchen Anlagen eine Kompostierung anfallender Gartenabfälle, oft aber auch von Pferde-, Kuh- oder Kaninchenmist statt.
Die Oberfläche wird meist mit Stroh oder Pappe abgedeckt, da Kompostwürmer für eine optimale Fortpflanzung Dunkelheit benötigen und UV-Licht zu deren Tod führen kann. Auf einem Quadratmeter können zuweilen bis zu 8000 Würmer leben.

## Weiterführende Literatur
- Walter Buch: Der Regenwurm im Garten. Ulmer, Stuttgart 1986, ISBN 3-8001-6276-8.
- Jasper Rimpau: Kompost aus der Kiste. Ulmer, Stuttgart 2013, ISBN 978-3-8001-7976-3.
- Andrea Heistinger, Alfred Grand: Biodünger selber machen. Löwenzahn, Innsbruck 2014, ISBN 978-3-7066-2519-7.
- Wendy Vincent: The complete guide to working with worms. Atlantic Publishing Group, 2015, ISBN 978-1-62023-010-7. (englisch)
- Clive A. Edwards, Norman Q. Arancon, Ronda Sherman: Vermiculture technology. Earthworms, Organic Wastes, and Environmental Management. CRC Press, Boca Raton 2011, ISBN 978-1-4398-0987-7. (englisch)
- C. A. Edwards: The use of earthworms in the breakdown and management of organic wastes. In: C. A. Edwards (Hrsg.): Earthworm Ecology. CRC Press, Boca Raton 1998, ISBN 1-884015-74-3, S. 327–354. (englisch)
- A. Asha, A. K. Tripathi, P. Soni: Vermicomposting: A Better Option for Organic Solid Waste Management. In: J Hum Ecol. 24, 2008, S. 59–64. (englisch)
- J. R. Banu, S. Logakanthi, G. S. Vijayalakshmi: Biomanagement of paper mill sludge using an indigenous (Lampito mauritii) and two exotic (Eudrilus eugineae and Eisenia foetida) earthworms. In: J Environ Biol. 22, 2001, S. 181–185. (englisch)
- B. Gunadi, C. Blount, C. A. Edward: The growth and fecundity of Eisenia foetida (Savigny) in cattle solids pre-composted for different periods. In: Pedobiologia. 46, 2002, S. 15–23. (englisch)
- R. Riffaldi, R. Levi-Minzi: Osservazioni preliminari sul ruolo dell Eisenia foetida nell’umificazione del letame. In: Agrochimica. 27, 1983, S. 271–274. (italienisch)
- C. Lazcano, M. Gomez-Brandon, J. Dominguez: Comparison of the effectiveness of composting and vermicomposting for the biological stabilization of cattle manure. In: Chemosphere. 72, 2008, S. 1013–1019. (englisch)